# Ani Di Franco
Ani Di Franco, voorheen Ani DiFranco en geboren als Angela Marie Di Franco (Buffalo (New York), 23 september 1970), is een Amerikaanse singer-songwriter en wordt ook wel de "Little Folksinger" genoemd: zij meet slechts 1,50 meter. Begin jaren 90 kwam ze openlijk uit voor haar biseksualiteit, wat door veel van haar fans gewaardeerd wordt. Daarom zien velen haar als een feministisch icoon, iets waar zij zelf in haar liedteksten nog wel eens aan twijfelt.
Veel van Di Franco's werk is autobiografisch, een traditie bij singer-songwriters. Haar liederen hebben meestal een  politieke ondertoon: ze bezingt onderwerpen als racisme, seksisme, homofobie, armoede en oorlog. Di Franco zet zich actief in voor onder andere het recht op abortus, en de LHBTI+-gemeenschap.
Haar eerste cd Ani DiFranco werd in 1990 uitgebracht door Righteous Babe Records, haar eigen platenlabel dat ze oprichtte op haar achttiende. Vanaf 1990 kwam ze ieder jaar met een album, behalve in 2000. Rond het jaar 2005 heeft ze de gitaar op doktersvoorschrift een hele tijd moeten laten staan vanwege terugkerende ontstekingen van haar polsgewricht. Di Franco bracht over de jaren al meer dan 20 albums uit.
Di Franco is tweemaal getrouwd en heeft twee kinderen uit haar tweede huwelijk: in 2007 kreeg ze een dochter, in 2013 een zoon.

## Discografie

### Studioalbums
| 1990–1999 - 1990 - Ani DiFranco - 1991 - Not So Soft - 1992 - Imperfectly - 1993 - Puddle Dive - 1993 - Like I Said: Songs 1990-91 - 1994 - Out of Range - 1995 - Not a Pretty Girl - 1996 - Dilate - 1996 - The Past Didn't Go Anywhere (met Utah Phillips) - 1998 - Little Plastic Castle - 1999 - Up Up Up Up Up Up - 1999 - Fellow Workers (met Utah Phillips) - 1999 - To the Teeth | 2001–2021 - 2001 - Revelling/Reckoning - 2003 - Evolve - 2004 - Educated Guess - 2005 - Knuckle Down - 2006 - Reprieve - 2007 - Canon (verzamelalbum) - 2008 - Red Letter Year - 2012 - ¿Which Side Are You On? - 2014 - Allergic To Water - 2017 - Binary - 2021 - Revolutionary Love |

### Livealbums
| 1994–2004 - 1994 - An Acoustic Evening With - 1997 - Living in Clip - 1998 - Women in (E)motion (beperkt) - 2002 - So Much Shouting, So Much Laughter - 2004 - Atlanta - 10.9.03 - 2004 - Sacramento - 10.25.03 - 2004 - Portland - 4.7.04 | 2005–2006 - 2005 - Boston - 11.16.03 - 2005 - Chicago - 1.17.04 - 2005 - Madison - 1.25.04 - 2005 - Rome - 11.15.04 - 2006 - Carnegie Hall - 4.6.02 |

### Ep's
- 1996 - More Joy, Less Shame
- 1999 - Little Plastic Remixes (beperkt)
- 2000 - Swing Set

### Dvd's
- 2002 - Render: Spanning Time with Ani DiFranco
- 2004 - Trust

## Boeken
Di Franco bracht 3 boeken uit. Haar eerste twee boeken zijn gedichten, die vaak grote overeenkomsten hebben met haar liedteksten. In Verses wordt deze begeleid door haar eigen tekeningen. In 2019 kwam haar biografie uit: "No Walls and the Recurring Dream".
- 2004 – Self-evident: poesie e disegni
- 2007 – Verses
- 2019 – No Walls and the Recurring Dream

## Trivia
- Haar songregel Every tool is a weapon - if you hold it right (My IQ) is een van de motto's van Empire: De nieuwe wereldorde, een boek van Michael Hardt en Antonio Negri.

- Bibliothèque nationale de France: cb14012244k (data)
- Gemeinsame Normdatei: 123541395
- International Standard Name Identifier: 0000 0001 1488 5215
- Library of Congress Control Number: no98085572
- MusicBrainz: a7bdc71f-697a-45d9-92b2-a01fbbe50272
- Nationale Bibliotheek van Tsjechië: js20040315003
- Nationale Bibliotheek van Israël: 987007415371105171
- Nederlandse Thesaurus van Auteursnamen: 201984253
- SNAC: w6x64tq4
- Système universitaire de documentation: 084121424
- Virtual International Authority File: 151149106169468491208